# Wolfgang Müller (Reiter)
Wolfgang Müller (* 6. Oktober 1931 in Landsberg an der Warthe, Deutsches Reich; † 30. Dezember 2021 in Löbnitz) war ein deutscher Dressurreiter und Reitmeister.

## Werdegang
Müller wurde im heute polnischen Landsberg an der Warthe geboren. Durch die Flucht im Zweiten Weltkrieg kam er in die spätere DDR. In Halle (Saale) erhielt er eine Anstellung als Gestütswärter am damaligen Landgestüt Halle-Kreuz und durchlief hier seine reiterliche Grundausbildung. Anfang der 1960er Jahre trat er für den Armeesportklub (ASK) Vorwärts Berlin an und wurde fünf Mal in Folge DDR-Meister im Dressurreiten. Er hatte in dieser Zeit den Rang eines Oberfeldwebels.
Anschließend war er für den ASK Vorwärts Potsdam tätig, seine Lehrer waren unter anderem Werner Eggers und Willi Lorenz. In diese Zeit fallen auch seine Teilnahmen mit Horst Köhler und Gerhard Brockmüller an den Olympischen Spielen 1968 und 1972. 1968 wurde er als Meister des Sports ausgezeichnet.
Nach den Olympischen Spielen 1972 wurde die Förderung des Reitsports in der DDR eingestellt. Müller zog daraufhin nach Löbnitz, wo er sich bei der LPG Pflanzenproduktion Löbnitz, die unter anderem ein staatlich anerkannter Pferdezuchtbetrieb war, der Ausbildung von Reitern widmete. Zu seinen Schülern zählten unter anderem die Schwestern Ina Saalbach und Anke Saalbach.
Daneben ritt er für Traktor Löbnitz auch noch aktiv und wurde in den 1970er und 1980er Jahren mehrfach DDR-Meister. Auch im Springreiten war er bis zur schweren Klasse aktiv.
Anfang des Jahres 1999 wurde ihm der Titel Reitmeister verliehen.

## Privates
In den 1990er Jahren heiratete er die selbst bis auf Grand-Prix-Niveau reitende Ina Saalbach. In Löbnitz war er im örtlichen Pferdesportverein engagiert und inszenierte dort eine Dressurquadrille unter Beteiligung seiner Frau.

## Erfolge
- Olympische Sommerspiele:
  - 1968 in Mexiko-Stadt: mit „Marios“ 4. Platz (Mannschaft), 16. Platz (Einzel)
  - 1972 in München: mit „Semafor“ 5. Platz (Mannschaft), 16. Platz (Einzel)
- Weltmeisterschaften:
  - 1970 in Aachen: mit „Marios“ Bronze (Mannschaft), 8. Platz (Einzel)
- Europameisterschaften
  - 1969 in Wolfsburg: mit „Marios“ Silber (Mannschaft), 6. Platz (Einzel)
  - 1971 in Wolfsburg: mit „Marios“ 4. Platz (Mannschaft), 12. Platz (Einzel)[11]
- DDR-Meisterschaften Herren:
  - Gold: 1961 bis 1964 mit „Helga“, 1965 mit „Marios“, 1969 und 1970 mit „Marios“, 1974 bis 1976 mit „Semafor“, 1982 mit „Sekundantin II“
  - Silber: 1958 und 1960 mit „Helga“, 1966 bis 1968 mit „Marios“, 1978 mit „Semafor“, 1981 mit „Sekundantin II“
  - Bronze: 1959 mit „Helga“, 1979 und 1980 mit „Sekundantin II“[12]